# Liga Cultural de Fútbol Torneo Oficial 2010
La Liga Cultural de Fútbol es una liga regional de fútbol profesional de la Provincia de La Pampa (Argentina), afiliada a la AFA a través del Consejo Federal. Su sede está localizada en la calle Lucio V. Mansilla 215, de la ciudad de Santa Rosa. 

Organiza anualmente el Torneo Oficial de Liga.

## Torneo de Primera División
El Campeonato Oficial de la Liga Cultural de Fútbol de 2010 fue la 83ª edición del torneo.

Del Campeonato participaron 20 equipos. El torneo se dividió, como es habitual, en dos zonas tomando como punto de referencia para dividir a los equipos la Ruta Provincial N.º 18.

La Zona Norte quedó conformada por los equipos de las ciudades ubicadas al norte de la mencionada ruta, y la Zona Sur conformada por los equipos de las ciudades ubicadas al sur de dicha Ruta Provincial.

El torneo comenzó en primer lugar en su Zona Norte, el día 14 de febrero; mientras que en la Zona Sur se inició el 28 de febrero.

Finalizó con la disputa de la última fecha del Hexagonal Final, el día 12 de septiembre.

Cada Zona tuvo su campeón, y además clasificó a tres equipos para la disputa del Torneo Mayor que consagró al campeón Oficial de la Liga Cultural 2010.

El torneo sirvió además para clasificar a seis equipos (los seis que jugaron el Mayor) para el Torneo Provincial de Fútbol 2010.

El certamen consagró campeón (después de siete años) al Atlético Santa Rosa de Santa Rosa; de esa manera la institución “Alba” obtuvo el décimo título liguista de su historia (además del año 2010, los de las temporadas 1951, 1956, 1960, 1961, 1982, 1992, 1993, 1999 y 2003).

### Zona Norte
El Torneo Oficial de la Liga Cultural, en su Zona Norte, tuvo como novedades más importante el regresó a la Primera División A del (a la postre campeón) Club Atlético Santa Rosa quien, luego de una ausencia de cinco temporadas (tras su descenso automático en la temporada 2005, por desertar de participar del torneo mientras se encontraba atravesando un grave proceso institucional y una quiebra, judicial –año en el que no hizo fútbol- y de transitar durante cuatro años la división de ascenso), volvió a la máxima categoría del fútbol “culturalista”.

Contrariamente al regreso del “albo”, el Club Deportivo Mac Allister quien desistió de participar del campeonato, lo que determinó su descenso automático al Torneo de Primera B para la temporada 2011.

El equipo que tampoco pudo participar del torneo por su descenso en la anterior temporada fue Mutual Guardavidas que sí participó del torneo de Primera B.

En el grupo participaron siete equipos que se enfrentaron por puntos, todos contra todos a dos rondas con partidos en cada una de las sedes, jugando cada equipo un total de doce partidos. 

Finalizado el torneo, el campeón fue All Boys ; asimismo los tres primeros en la tabla de posiciones clasificaron para la disputa del Torneo Mayor (Hexagonal Final) con otros tres equipos clasificados de la Zona Sur; y para el Torneo Provincial de Fútbol.

Por otra parte el certamen determinó el descenso de Deportivo Winifreda a la Primera "B" para la temporada 2011.

| Cuadro de Resultados Zona Norte  |     |     |     |     |     |     |     |
| Equipo                           | AB  | AM  | ASR | DW  | GB  | I   | VG  |
| All Boys (Santa Rosa)            |     | 4/1 | 0/1 | 2/1 | 0/1 | 2/0 | 3/3 |
| Atlético Macachín (Macachín)     | 0/0 |     | 3/0 | 2/2 | 2/1 | 1/3 | 0/2 |
| Atlético Santa Rosa (Santa Rosa) | 2/2 | 2/1 |     | 2/0 | 1/1 | 0/3 | 2/2 |
| Deportivo Winifreda (Winifreda)  | 1/1 | 2/2 | 0/3 |     | 2/2 | 1/3 | 2/1 |
| Belgrano (Santa Rosa)            | 0/2 | 4/1 | 4/2 | 2/0 |     | 1/2 | 4/0 |
| Independiente (Doblas)           | 2/3 | 2/1 | 1/3 | 4/0 | 1/1 |     | 0/1 |
| Villa Germinal (Santa Rosa)      | 0/2 | 5/0 | 0/1 | 1/1 | 1/0 | 1/2 |     |

| Tabla Posiciones Zona Norte      |    |    |    |    |     |     |     |     |
| Equipo                           | J  | G  | E  | P  | GF  | GC  | Dif | Pts |
| All Boys (Santa Rosa)            | 12 | 6  | 4  | 2  | 21  | 12  | 9   | 22  |
| Independiente (Doblas)           | 12 | 7  | 1  | 4  | 23  | 15  | 8   | 22  |
| Atlético Santa Rosa (Santa Rosa) | 12 | 6  | 3  | 3  | 19  | 17  | 2   | 21  |
| Belgrano (Santa Rosa)            | 12 | 5  | 3  | 4  | 21  | 14  | 7   | 18  |
| Villa Germinal (Santa Rosa)      | 12 | 4  | 3  | 5  | 17  | 17  | 0   | 15  |
| Atlético Macachín (Macachín)     | 12 | 2  | 3  | 7  | 13  | 26  | -13 | 9   |
| Deportivo Winifreda (Winifreda)  | 12 | 1  | 5  | 6  | 12  | 25  | -13 | 8   |
| TOTALES                          | 84 | 31 | 22 | 31 | 126 | 126 | 0   | 115 |

### Zona Sur
En el Torneo Oficial de la Zona Sur, intervinieron trece equipos divididos en tres zonas de acuerdo a la cercanía geográfica de los mismos. 

Los grupos A y B estuvieron integradas por cuatro equipos cada una y el grupo C por cinco equipos. En cada grupo los equipos se enfrentaron todos contra todos a dos rondas por puntos totalizando cada equipo 6 partidos en los grupos A y B, y ocho partidos los equipos del Grupo C. 

Finalizadas las mismas los equipos de los grupos A y B, de acuerdo a su ubicación el la tabla de posiciones, se enfrentaron en partidos de ida y vuelta, en forma cruzada, el primero de un grupo con el cuarto, y el segundo con el tercero. 

Luego de los enfrentamientos, con los ganadores de cada serie, se armó una tabla de posiciones del 1.º al 4.º de acuerdo a los puntos obtenidos por los equipos clasificados, en su grupo de origen; dicho lugar tomaron para el play off final.

Por su parte los equipos del grupo C, quedaron ubicados de acuerdo a la tabla de posiciones del 1.º al 5.º; mientras del primero al cuarto clasificaron al Plyoff final, el último del grupo quedó eliminado.

#### Grupo A
| Cuadro de Resultados Grupo A     |     |     |     |     |
| Equipo                           | CD  | GE  | RJ  | U   |
| Club Darregueira (Darregueira)   |     | 2/2 | 3/2 | 3/1 |
| Gimnasia y Esgrima (Darregueira) | 0/0 |     | 1/2 | 0/0 |
| Rampla Juniors (Villa Iris)      | 0/1 | 2/0 |     | 4/1 |
| Unión (Villa Iris)               | 0/2 | 1/2 | 0/2 |     |

| Tabla Posiciones Grupo A |    |   |   |   |    |    |     |     |
| Equipo                   | J  | G | E | P | GF | GC | Dif | Pts |
| Club Darregueira         | 6  | 4 | 2 | 0 | 11 | 5  | 3   | 14  |
| Rampla Juniors           | 6  | 4 | 0 | 2 | 12 | 6  | 6   | 12  |
| Gimnasia y Esgrima       | 6  | 1 | 3 | 2 | 5  | 7  | -2  | 6   |
| Unión                    | 6  | 0 | 1 | 5 | 3  | 13 | -10 | 1   |
| TOTALES                  | 24 | 9 | 6 | 9 | 31 | 31 | 0   | 33  |

#### Grupo B
| Cuadro de Resultados Grupo B    |     |     |     |     |
| Equipo                          | DA  | H   | P   | U   |
| Deportivo Alpachiri (Alpachiri) |     | 3/2 | 2/0 | 2/2 |
| Huracán (Guatraché)             | 0/0 |     | 0/1 | 1/1 |
| Pampero (Guatraché)             | 0/4 | 4/1 |     | 4/4 |
| Unión (General Campos)          | 4/0 | 0/1 | 1/1 |     |

| Tabla Posiciones Grupo B |    |    |   |    |    |    |     |     |
| Equipo                   | J  | G  | E | P  | GF | GC | Dif | Pts |
| Deportivo Alpachiri      | 6  | 3  | 2 | 1  | 11 | 8  | 3   | 11  |
| Pampero                  | 6  | 2  | 2 | 2  | 10 | 12 | -2  | 8   |
| Unión                    | 6  | 1  | 4 | 1  | 12 | 9  | 3   | 7   |
| Huracán                  | 6  | 1  | 2 | 3  | 5  | 9  | -4  | 5   |
| TOTALES                  | 24 | 10 | 7 | 10 | 38 | 38 | 0   | 31  |

#### Eliminatoria Grupos A y B
| Segunda Fase Grupos A y B |   |   |   |              |     |
| Enfrentamientos           | L | V | P | Clasificados | N.º |

| Club Darregueira (Darregueira) | 3 | 8 | - | Club Darregueira | 1º |
| Huracán (Guatraché)            | 0 | 1 | - | Club Darregueira | 1º |

| Rampla Juniors (Villa Iris) | 1 | 0 | 4 | Rampla Juniors | 2º |
| Unión (General Campos)      | 1 | 0 | 3 | Rampla Juniors | 2º |

| Deportivo Alpachiri (Alpachiri)  | 0 | 2 | - | Deportivo Alpachiri | 3º |
| Gimnasia y Esgrima (Darregueira) | 0 | 1 | - | Deportivo Alpachiri | 3º |

| Pampero (Guatraché) | 2 | 10 | - | Pampero | 4º |
| Unión (Villa Iris)  | 4 | 0  | - | Pampero | 4º |

#### Grupo C
| Cuadro de Resultados Grupo C             |     |     |     |     |     |
| Equipo                                   | I   | RA  | SC  | UDB | VM  |
| Independiente (Jacinto Arauz)            |     | 1/0 | 3/0 | 1/3 | 2/2 |
| Recreativo Abramo (Abramo)               | 1/0 |     | 3/2 | 2/1 | 1/0 |
| Sportivo y Cultural (General San Martín) | 1/0 | 2/0 |     | 2/0 | 1/1 |
| Unión Deportiva Bernasconi (Bernasconi)  | 4/1 | 2/1 | 2/1 |     | 2/3 |
| Villa Menguelle (Jacinto Arauz)          | 0/2 | 3/1 | 1/1 | 2/1 |     |

| Tabla Posiciones Grupo C |    |    |   |    |    |    |     |     |
| Equipo                   | J  | G  | E | P  | GF | GC | Dif | Pts |
| Unión D. Bernasconi      | 8  | 4  | 0 | 4  | 15 | 12 | 3   | 12  |
| Recreativo Abramo        | 8  | 4  | 0 | 4  | 8  | 11 | -3  | 12  |
| Independiente            | 8  | 4  | 0 | 4  | 10 | 12 | -2  | 12  |
| Sportivo y Cultural      | 8  | 3  | 2 | 3  | 12 | 10 | 2   | 11  |
| Villa Menguelle          | 8  | 3  | 2 | 3  | 11 | 11 | 0   | 11  |
| TOTALES                  | 40 | 18 | 4 | 18 | 56 | 56 | 0   | 58  |

#### Playoff Final Zona Sur
En el playoff final se enfrentaron en cuartos de final, el primero del Grupo C con el cuarto de la tabla conformada por los clasificados de los Grupos A-B, el segundo con el tercero, y viceversa, los perdedores de esas series quedaron eliminados, mientras que los ganadores avanzaron a las semifinales.

Luego de las semifinales, los perdedores (Rampla Juniors y Deportivo Alpachiri) jugaron una serie por el tercer puesto para clasificar al último equipo de la Zona Sur a los Torneos Mayor y Provincial, siendo el ganador Rampla Juniors.

Los dos ganadores de las semifinales: Club Darregueira y Recreativo Abramo, clasificaron al Torneo Mayor y al Torneo Provincial de Fútbol 2010 y asimismo jugaron la final para determinar al Campeón Oficial 2010 de la Zona Sur.

El Campeón' de la Zona Sur fue Club Darregueira que venció por 1 a 0 en el partido de ida  y empató 0 a 0 en la vuelta .
|  | Cuartos de final           | Cuartos de final           | Cuartos de final  | Cuartos de final  | Cuartos de final |   |                     | Semifinales         | Semifinales     | Semifinales     | Semifinales     | Semifinales     |                |                  | Final               | Final               | Final          | Final          | Final          |  |
|  | 9 y 16/05/2010             | 9 y 16/05/2010             | 9 y 16/05/2010    | 9 y 16/05/2010    | 9 y 16/05/2010   |   |                     | 23 y 30/05/2010     | 23 y 30/05/2010 | 23 y 30/05/2010 | 23 y 30/05/2010 | 23 y 30/05/2010 |                |                  | 6 y 13/06/2010      | 6 y 13/06/2010      | 6 y 13/06/2010 | 6 y 13/06/2010 | 6 y 13/06/2010 |  |
|  |                            |                            |                   |                   |                  |   |                     |                     |                 |                 |                 |                 |                |                  |                     |                     |                |                |                |  |
|  |                            |                            |                   |                   |                  |   |                     |                     |                 |                 |                 |                 |                |                  |                     |                     |                |                |                |  |
|  | Club Darregueira           | Club Darregueira           | 0                 | 3                 | (-)              |   |                     |                     |                 |                 |                 |                 |                |                  |                     |                     |                |                |                |  |
|  | Club Darregueira           | Club Darregueira           | 0                 | 3                 | (-)              |   |                     |                     |                 |                 |                 |                 |                |                  |                     |                     |                |                |                |  |
|  | Sportivo y Cultural        | Sportivo y Cultural        | 0                 | 1                 | (-)              |   |                     |                     |                 |                 |                 |                 |                |                  |                     |                     |                |                |                |  |
|  | Sportivo y Cultural        | Sportivo y Cultural        | 0                 | 1                 | (-)              |   | Club Darregueira    | Club Darregueira    | 0               | 1               | (-)             |                 |                |                  |                     |                     |                |                |                |  |
|  |                            |                            |                   |                   |                  |   | Club Darregueira    | Club Darregueira    | 0               | 1               | (-)             |                 |                |                  |                     |                     |                |                |                |  |
|  |                            |                            | Rampla Juniors    | Rampla Juniors    | 0                | 0 | (-)                 |                     |                 |                 |                 |                 |                |                  |                     |                     |                |                |                |  |
|  | Rampla Juniors             | Rampla Juniors             | Rampla Juniors    | Rampla Juniors    | 0                | 0 | (-)                 | 2                   | 3               | (-)             |                 |                 |                |                  |                     |                     |                |                |                |  |
|  | Rampla Juniors             | Rampla Juniors             |                   |                   |                  |   |                     |                     |                 | (-)             |                 |                 |                |                  |                     |                     |                |                |                |  |
|  | Independiente              | Independiente              | 1                 | 2                 | (-)              |   |                     |                     |                 |                 |                 |                 |                |                  |                     |                     |                |                |                |  |
|  | Independiente              | Independiente              | 1                 | 2                 | (-)              |   |                     |                     |                 |                 |                 |                 |                | Club Darregueira | Club Darregueira    | 1                   | 0              | (-)            |                |  |
|  |                            |                            |                   |                   |                  |   |                     |                     |                 |                 |                 |                 |                | Club Darregueira | Club Darregueira    | 1                   | 0              | (-)            |                |  |
|  |                            |                            | Recreativo Abramo | Recreativo Abramo | 0                | 0 | (-)                 |                     |                 |                 |                 |                 |                |                  |                     |                     |                |                |                |  |
|  | Unión Deportiva Bernasconi | Unión Deportiva Bernasconi | Recreativo Abramo | Recreativo Abramo | 0                | 0 | (-)                 | 2                   | 3               | (-)             |                 |                 |                |                  |                     |                     |                |                |                |  |
|  | Unión Deportiva Bernasconi | Unión Deportiva Bernasconi |                   |                   |                  |   |                     |                     |                 | (-)             |                 |                 |                |                  |                     |                     |                |                |                |  |
|  | Deportivo Alpachiri        | Deportivo Alpachiri        | 2                 | 4                 | (-)              |   |                     |                     |                 |                 |                 |                 |                |                  |                     |                     |                |                |                |  |
|  | Deportivo Alpachiri        | Deportivo Alpachiri        | 2                 | 4                 | (-)              |   | Deportivo Alpachiri | Deportivo Alpachiri | 1               | 1               | (-)             |                 |                | Tercer lugar     | Tercer lugar        | Tercer lugar        | Tercer lugar   | Tercer lugar   |                |  |
|  |                            |                            |                   |                   |                  |   | Deportivo Alpachiri | Deportivo Alpachiri | 1               | 1               | (-)             |                 |                | Tercer lugar     | Tercer lugar        | Tercer lugar        | Tercer lugar   | Tercer lugar   |                |  |
|  |                            |                            | Recreativo Abramo | Recreativo Abramo | 2                | 1 | (-)                 |                     |                 |                 |                 |                 |                |                  |                     |                     |                |                |                |  |
|  | Recreativo Abramo          | Recreativo Abramo          | Recreativo Abramo | Recreativo Abramo | 2                | 1 | (-)                 | 1                   | 2               | (5)             |                 |                 | Rampla Juniors | Rampla Juniors   | 2                   | 3                   | (-)            |                |                |  |
|  | Recreativo Abramo          | Recreativo Abramo          |                   |                   |                  |   |                     |                     |                 | (5)             |                 |                 | Rampla Juniors | Rampla Juniors   | 2                   | 3                   | (-)            |                |                |  |
|  | Pampero                    | Pampero                    | 2                 | 1                 | (4)              |   |                     |                     |                 |                 |                 |                 |                |                  | Deportivo Alpachiri | Deportivo Alpachiri | 1              | 0              | (-)            |  |
|  | Pampero                    | Pampero                    | 2                 | 1                 | (4)              |   |                     |                     |                 |                 |                 |                 |                |                  | Deportivo Alpachiri | Deportivo Alpachiri | 1              | 0              | (-)            |  |
|  |                            |                            |                   |                   |                  |   |                     |                     |                 |                 |                 |                 |                |                  |                     |                     |                |                |                |  |

### Torneo Mayor (Hexagonal Final)
Los seis equipos clasificados (tres por la Zona Norte y tres por la Zona Sur) particiaron del Torneo Mayor 2010 de la Liga Cultural de Fútbol.

El Hexagonal Final, comenzó el 11 de julio y finalizó el 12 de septiembre. Se disputó bajo la modalidad campeonato, en un solo grupo todos contra todos, a dos ruedas, con partidos en cada una de las sedes y por puntos acumulados, jugando en total cada uno de los equipo diez partidos (cinco de local y cinco de visitante).

El torneo fue muy parejo y disputado entre Atlético Santa Rosa y All Boys, y se definió en las dos últimas fechas.
 
Ambos equipos, al cabo de la primera rueda, se encontraban punteros con 11 unidades y habían tomado una ventaja de 4 puntos sobre el tercero. Jugada la fecha seis, All Boys se colocó como único puntero, y sacó una ventaja de dos puntos sobre Atlético. Mantuvo esa ventaja durante las dos fechas siguientes. Jugada la fecha ocho, All Boys contaba con 20 puntos y Atlético con 18 unidades .

En la fecha nueve se enfrentaron entre ellos, All Boys recibió a Santa Rosa (con quien había empatado 2 a 2 en la primera rueda) y el triunfo fue para el visitante por 2 a 0 , con lo que quien pasó a comandar las posiciones fue Atlético, por un punto de diferencia sobre All Boys.

En la última fecha, Santa Rosa, con la posibilidad de ser campeón con un triunfo, recibió al último de la tabla de posiciones Club Darregueria, en lo que finalmente fue triunfo de Atlético por 2 a 0, lo que le permitió consagrarse campeón , al cabo de los diez partidos, postergando a All Boys que pese a golear de visitante a Rampla Juniors no le alcanzó para ser campeón 

De esa manera el equipo "Albo" se coronó campeón el mismo año de su retorno a la Primera División del fútbol liguista, y obtuvo su décimo título en la historia, de la liga superando a Belgrano, que quedó relegado al tercer lugar con nueve campeonatos. Asimismo volvió a ser campeón luego de siete años de los cuales sólo dos (2004 y 2010) estuvo en primera división (de los cinco restantes uno -2005- no hizo fútbol y cuatro -2006/2009- jugó en la división de ascenso).

El siguiente es el cuadro de resultados y la tabla de posiciones.
| Cuadro de Resultados Torneo Mayor |     |     |      |     |     |     |
| Equipo                            | AB  | ASR | CD   | I   | RA  | RJ  |
| All Boys (Santa Rosa)             |     | 0/2 | 2/0  | 1/1 | 1/0 | 2/0 |
| Atlético Santa Rosa (Santa Rosa)  | 2/2 |     | 2/1  | 0/0 | 0/0 | 1/0 |
| Club Darrregueira (Darregueira)   | 1/4 | 0/3 |      | 2/3 | 1/3 | 1/1 |
| Independiente (Doblas)            | 1/3 | 1/1 | 5/0  |     | 0/1 | 0/1 |
| Recreativo Abramo (Abramo)        | 1/2 | 2/3 | 2/2  | 2/2 |     | 3/0 |
| Rampla Juniors (Villa Iris)       | 0/5 | 1/3 | 1/10 | 1/1 | 2/2 |     |

| Tabla Posiciones Torneo Mayor  |    |    |    |    |    |    |     |     |
| Equipo                         | J  | G  | E  | P  | GF | GC | Dif | Pts |
| Santa Rosa (Santa Rosa)        | 10 | 7  | 3  | 0  | 20 | 8  | 12  | 24  |
| All Boys (Santa Rosa)          | 10 | 7  | 2  | 1  | 22 | 8  | 14  | 23  |
| Recreativo Abramo (Abramo)     | 10 | 3  | 4  | 3  | 15 | 12 | 3   | 13  |
| Independiente (Doblas)         | 10 | 2  | 4  | 4  | 15 | 15 | 0   | 10  |
| Rampla Juniors (Villa Iris)    | 10 | 2  | 3  | 5  | 8  | 18 | -10 | 9   |
| Club Darregueira (Darregueira) | 10 | 0  | 2  | 8  | 7  | 26 | -19 | 2   |
| TOTALES                        | 60 | 21 | 18 | 21 | 87 | 87 | 0   | 81  |

Atlético Santa Rosa de Santa Rosa

Campeón

10° Campeonato

## TORNEO DE PRIMERA "B" (ZONA NORTE)
En la zona norte se disputó también, el torneo de primera B que contó con la participación de diez equipos.

Los participantes fueron divididos en dos grupos de cinco conjuntos cada uno, de acuerdo a la cercanía geográfica de las localidades de cada equipo.

En cada grupo se enfrentaron por puntos, todos contra todos a dos rondas, con partidos en cada una de las sedes, totalizando ocho partidos cada equipo.

Al cabo de los mismos, los ganadores de cada grupo clasificaron directamente semifinales del torneo y los segundos y terceros se enfrentaron cruzados, por cuartos de final, para clasificar a los dos equipos restantes para las semifinales del certamen.

En semifinales se enfrentaron, entonces, los ganadores de cuartos de final más los equipos que accedieron en forma directa a la esa instancia.

Los ganadores de cada semifinal, además de clasificarse para la final del campeonato, obtuvieron el ascenso a la primera división para la temporada 2011.

El torneo fue ganado por Unión Deportiva Campos de (General Acha) que además de obtener el ascenso se coronó campeón 
de la Primera "B" Zona Norte de la Liga Cultural de Fútbol.
| Cuadro de Resultados Grupo A  |     |     |     |     |     |
| Equipo                        | DA  | DU  | GM  | GV  | Sar |
| Deportivo Anguilense (Anguil) |     | 3/1 | 3/1 | 1/0 | 1/5 |
| Deportivo Uriburu (Uriburu)   | 2/0 |     | 2/1 | 0/0 | 0/1 |
| Guardia del Monte (Toay)      | 3/1 | 1/4 |     | 4/1 | 0/1 |
| Guardavidas (Santa Rosa)      | 1/1 | 1/4 | 1/1 |     | 1/5 |
| Sarmiento (Santa Rosa)        | 1/1 | 2/1 | 1/1 | 3/1 |     |

| Tabla Posiciones Grupo A |    |    |    |    |    |    |     |     |
| Equipo                   | J  | G  | E  | P  | GF | GC | Dif | Pts |
| Sarmiento                | 8  | 6  | 2  | 0  | 19 | 6  | 13  | 20  |
| Deportivo Uriburu        | 8  | 3  | 2  | 3  | 11 | 8  | 3   | 11  |
| Deportivo Anguilense     | 8  | 3  | 2  | 3  | 11 | 14 | -3  | 11  |
| Guardia del Monte        | 8  | 2  | 3  | 3  | 12 | 11 | 1   | 9   |
| Guardavidas              | 8  | 0  | 3  | 5  | 5  | 19 | -14 | 3   |
| TOTALES                  | 40 | 14 | 12 | 14 | 56 | 56 | 0   | 51  |

| Cuadro de Resultados Grupo B          |     |     |     |     |     |
| Equipo                                | DCG | DP  | UAc | UAm | UDC |
| Deportivo Che Guevara (Santa Rosa)    |     | 1/1 | 1/1 | 3/0 | 3/0 |
| Deportivo Penales (Santa Rosa)        | 1/2 |     | 2/1 | 1/0 | 3/1 |
| Unión Acha (General Acha)             | 1/0 | 0/1 |     | 0/1 | 0/2 |
| Unión y Amistad (Santa Rosa)          | 1/1 | 0/2 | 3/1 |     | 1/3 |
| Unión Deportiva Campos (General Acha) | 0/0 | 4/0 | 1/0 | 4/1 |     |

| Tabla Posiciones Grupo B |    |    |   |    |    |    |     |     |
| Equipo                   | J  | G  | E | P  | GF | GC | Dif | Pts |
| Unión Deportiva Campos   | 8  | 5  | 1 | 2  | 15 | 8  | 7   | 16  |
| Deportivo Penales        | 8  | 5  | 1 | 2  | 11 | 9  | 2   | 16  |
| Deportivo Che Guevara    | 8  | 3  | 4 | 1  | 11 | 5  | 6   | 13  |
| Unión y Amistad          | 8  | 2  | 1 | 5  | 7  | 15 | -8  | 7   |
| Unión Acha               | 8  | 1  | 1 | 6  | 4  | 11 | -7  | 4   |
| TOTALES                  | 40 | 16 | 8 | 16 | 38 | 38 | 0   | 56  |

| Play off final Primera B Zona Norte |

|  | Cuartos de final     | Cuartos de final       | Cuartos de final       | Cuartos de final       | Cuartos de final |     |     | Semifinales     | Semifinales     | Semifinales     | Semifinales     | Semifinales     |  |                      | Final                | Final          | Final          | Final          |  |
|  | 9 y 16/05/2010       | 9 y 16/05/2010         | 9 y 16/05/2010         | 9 y 16/05/2010         | 9 y 16/05/2010   |     |     | 23 y 30/05/2010 | 23 y 30/05/2010 | 23 y 30/05/2010 | 23 y 30/05/2010 | 23 y 30/05/2010 |  |                      | 6 y 13/06/2010       | 6 y 13/06/2010 | 6 y 13/06/2010 | 6 y 13/06/2010 |  |
|  |                      |                        |                        |                        |                  |     |     |                 |                 |                 |                 |                 |  |                      |                      |                |                |                |  |
|  |                      |                        |                        |                        |                  |     |     |                 |                 |                 |                 |                 |  |                      |                      |                |                |                |  |
|  |                      |                        |                        |                        |                  |     |     |                 |                 |                 |                 |                 |  |                      |                      |                |                |                |  |
|  |                      |                        |                        |                        |                  |     |     |                 |                 |                 |                 |                 |  |                      |                      |                |                |                |  |
|  |                      |                        |                        |                        |                  |     |     |                 |                 |                 |                 |                 |  |                      |                      |                |                |                |  |
|  |                      | Sarmiento              | Sarmiento              | 0                      | 0                | (1) |     |                 |                 |                 |                 |                 |  |                      |                      |                |                |                |  |
|  |                      |                        |                        |                        |                  | (1) |     |                 |                 |                 |                 |                 |  |                      |                      |                |                |                |  |
|  |                      |                        | Deportivo Anguilense   | Deportivo Anguilense   | 0                | 0   | (3) |                 |                 |                 |                 |                 |  |                      |                      |                |                |                |  |
|  | Deportivo Penales    | Deportivo Penales      | Deportivo Anguilense   | Deportivo Anguilense   | 0                | 0   | (3) | 1               | 0               | (-)             |                 |                 |  |                      |                      |                |                |                |  |
|  | Deportivo Penales    | Deportivo Penales      |                        |                        |                  |     |     |                 |                 | (-)             |                 |                 |  |                      |                      |                |                |                |  |
|  | Deportivo Anguilense | Deportivo Anguilense   | 3                      | 1                      | (-)              |     |     |                 |                 |                 |                 |                 |  |                      |                      |                |                |                |  |
|  | Deportivo Anguilense | Deportivo Anguilense   | 3                      | 1                      | (-)              |     |     |                 |                 |                 |                 |                 |  | Deportivo Anguilense | Deportivo Anguilense | 0              | 0              |                |  |
|  |                      |                        |                        |                        |                  |     |     |                 |                 |                 |                 |                 |  | Deportivo Anguilense | Deportivo Anguilense | 0              | 0              |                |  |
|  |                      |                        | Unión Deportiva Campos | Unión Deportiva Campos | 3                | 0   |     |                 |                 |                 |                 |                 |  |                      |                      |                |                |                |  |
|  |                      |                        | Unión Deportiva Campos | Unión Deportiva Campos | 3                | 0   |     |                 |                 |                 |                 |                 |  |                      |                      |                |                |                |  |
|  |                      |                        |                        |                        |                  |     |     |                 |                 |                 |                 |                 |  |                      |                      |                |                |                |  |
|  |                      |                        |                        |                        |                  |     |     |                 |                 |                 |                 |                 |  |                      |                      |                |                |                |  |
|  |                      | Unión Deportiva Campos | Unión Deportiva Campos | 3                      | 1                | (-) |     |                 |                 |                 |                 |                 |  |                      |                      |                |                |                |  |
|  |                      |                        |                        |                        |                  | (-) |     |                 |                 |                 |                 |                 |  |                      |                      |                |                |                |  |
|  |                      |                        | Che Guevara            | Che Guevara            | 0                | 0   | (-) |                 |                 |                 |                 |                 |  |                      |                      |                |                |                |  |
|  | Deportivo Uriburu    | Deportivo Uriburu      | Che Guevara            | Che Guevara            | 0                | 0   | (-) | 2               | 0               | (4)             |                 |                 |  |                      |                      |                |                |                |  |
|  | Deportivo Uriburu    | Deportivo Uriburu      |                        |                        |                  |     |     |                 |                 | (4)             |                 |                 |  |                      |                      |                |                |                |  |
|  | Che Guevara          | Che Guevara            | 1                      | 0                      | (5)              |     |     |                 |                 |                 |                 |                 |  |                      |                      |                |                |                |  |
|  | Che Guevara          | Che Guevara            | 1                      | 0                      | (5)              |     |     |                 |                 |                 |                 |                 |  |                      |                      |                |                |                |  |
|  |                      |                        |                        |                        |                  |     |     |                 |                 |                 |                 |                 |  |                      |                      |                |                |                |  |

El equipo mencionado en la primera línea definió la serie de local.